# Hamearis pallida
Hamearis pallida är en fjärilsart som beskrevs av Gussich 1917. Hamearis pallida ingår i släktet Hamearis och familjen Riodinidae. Inga underarter finns listade i Catalogue of Life.